# 义德里 (天津市)
义德里是位于中国天津市和平区陕西路与万全道交口的一处由六幢联排公寓组成的的里弄式住宅，始建于1902年，目前为为一般保护等级历史风貌建筑。

## 历史
义德里建于1902年，由訾玉甫在天津日租界须磨街和伏见街交口（今陕西路与万全道交口）一带投资建房成巷并用其家族堂号“义德堂”来命名此处房产。目前的义德里为居住用房，其中包括义德里1号至30号、陕西路31号至49号和万全道48号至58号。其中义德里20号、22号、26号和28号独立成院并通过拱券大门与里弄连通。此后，訾家迁入天津英租界，义德里房产即被卖出。文化大革命时期，义德里曾一度更名为“灭资里”。

## 建筑
义德里总建筑面积为8500平方米，占地面积为4800平方米，其中联排式建筑为二层砖木结构楼房，部分建筑为三层。建筑外立面为红砖清水墙，局部装饰由混水抹灰。建筑顶部均为大筒瓦坡屋面，并且檐部出挑较大。义德里每户均设独立单元，前后都设有小院，义德里临街的建筑入口设有拱券式门洞，其室内的房间按照现代生活方式布局，是一处具有中西合璧的折衷主义建筑特征的里弄建筑群。

## 寓所和机构
1937年前后，设在天津日租界义德里的寓所和机构有：
- 义德里1号：合资会社大陆商事办事处，《救国半月刊》社址，
- 义德里4号：福岛四郎宅，
- 义德里9号：东棉洋行，池田善吉宅，
- 义德里13号：永泽盛商号，
- 义德里14号：春和贸易公司，
- 义德里16号：萧炳德宅，
- 义德里18号：杨健庵宅，
- 义德里24号：王瑞徵宅，
- 义德里28号：宋智元宅。[4]、

## 建筑图片

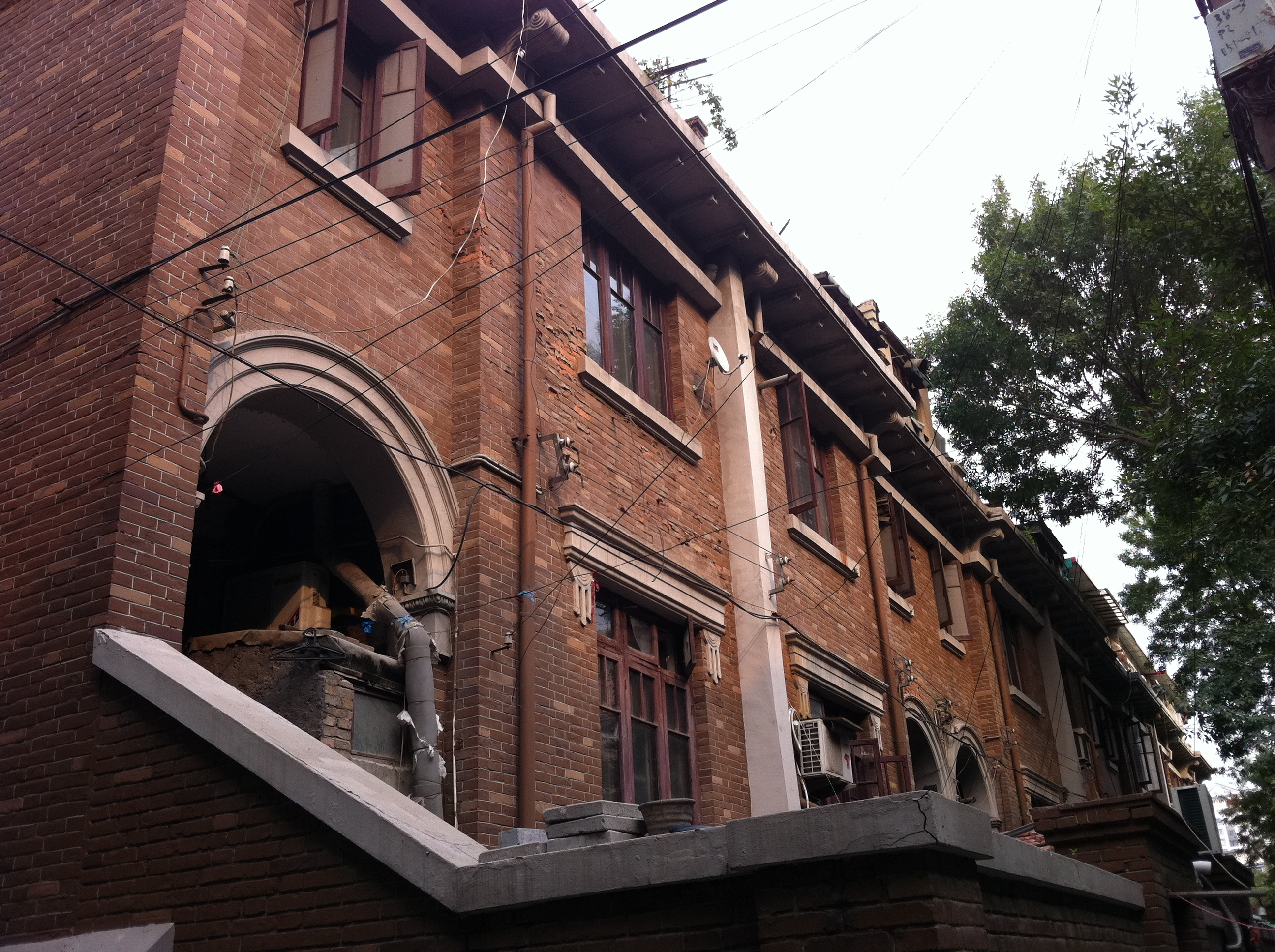
陕西路31-47号
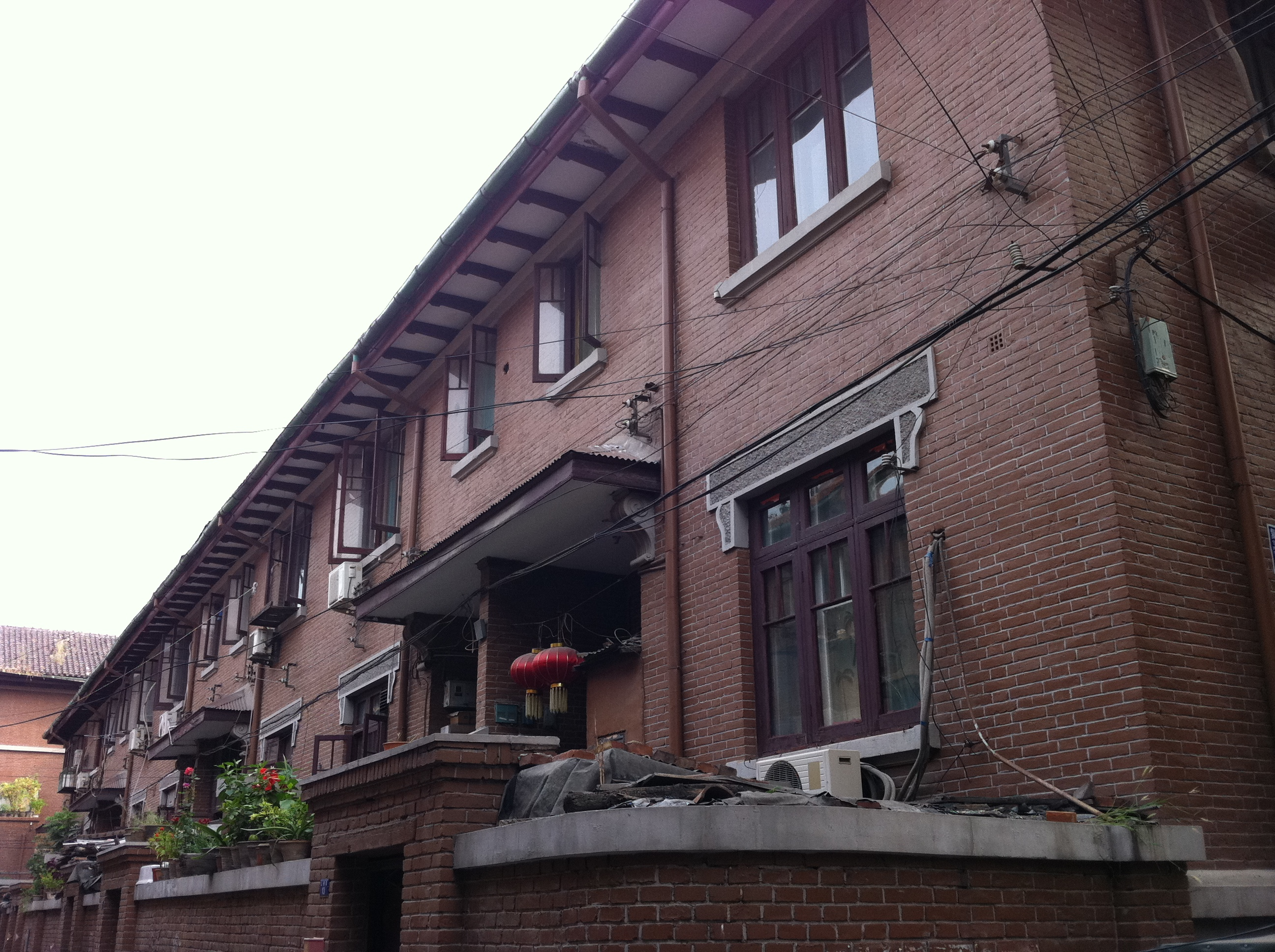
陕西路义德里1-13号
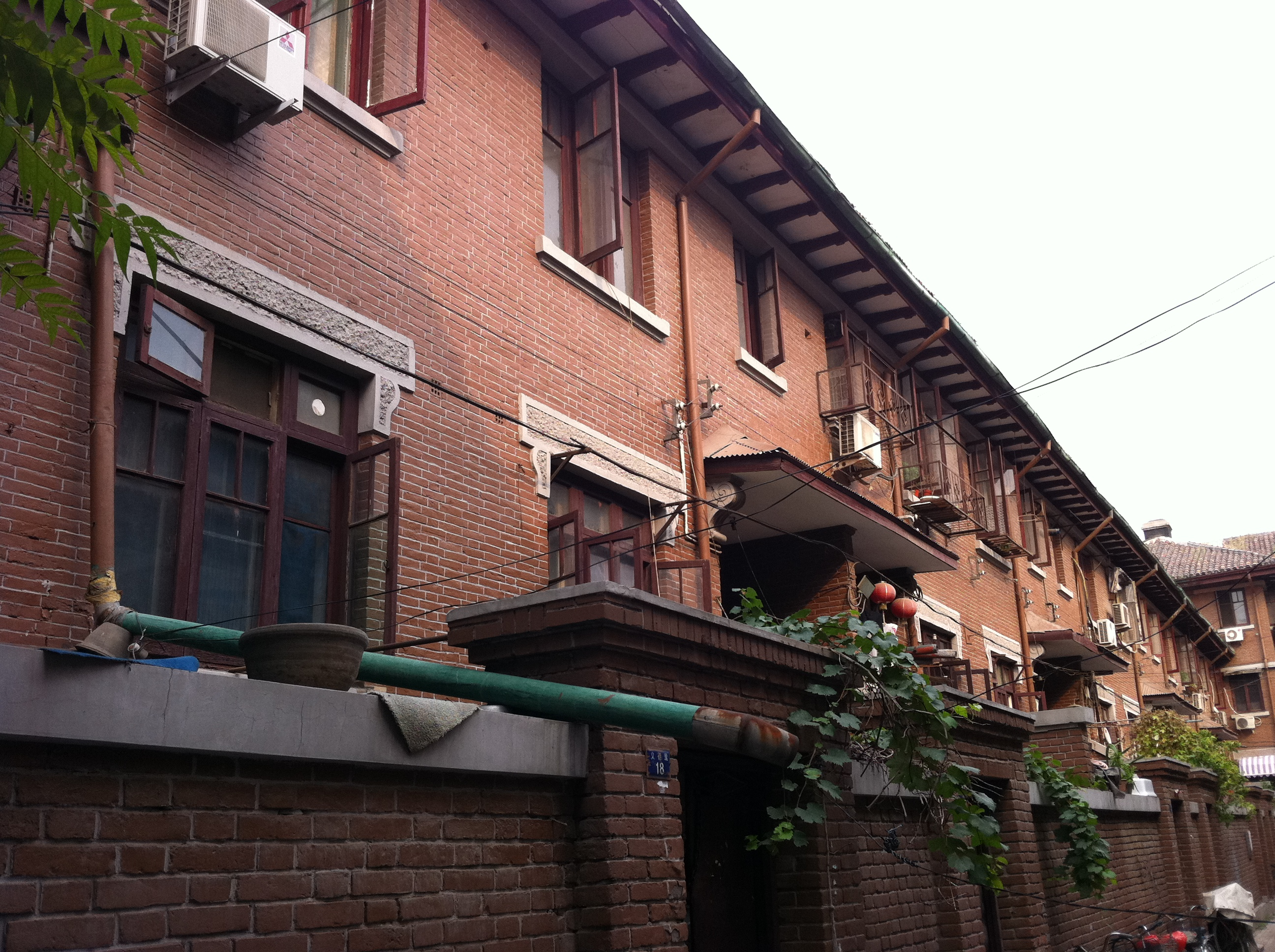
陕西路义德里2-18号
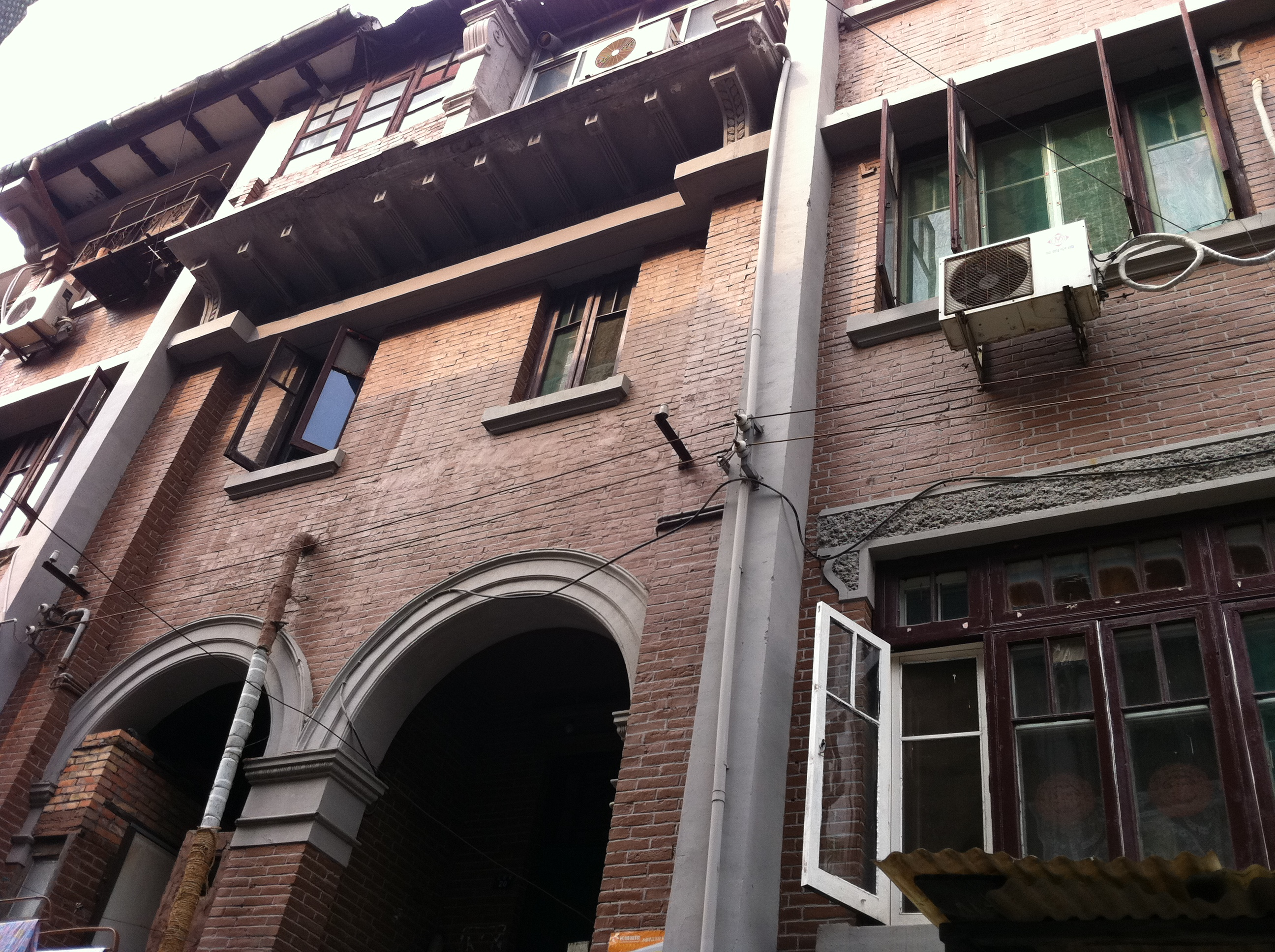
陕西路义德里20-22号
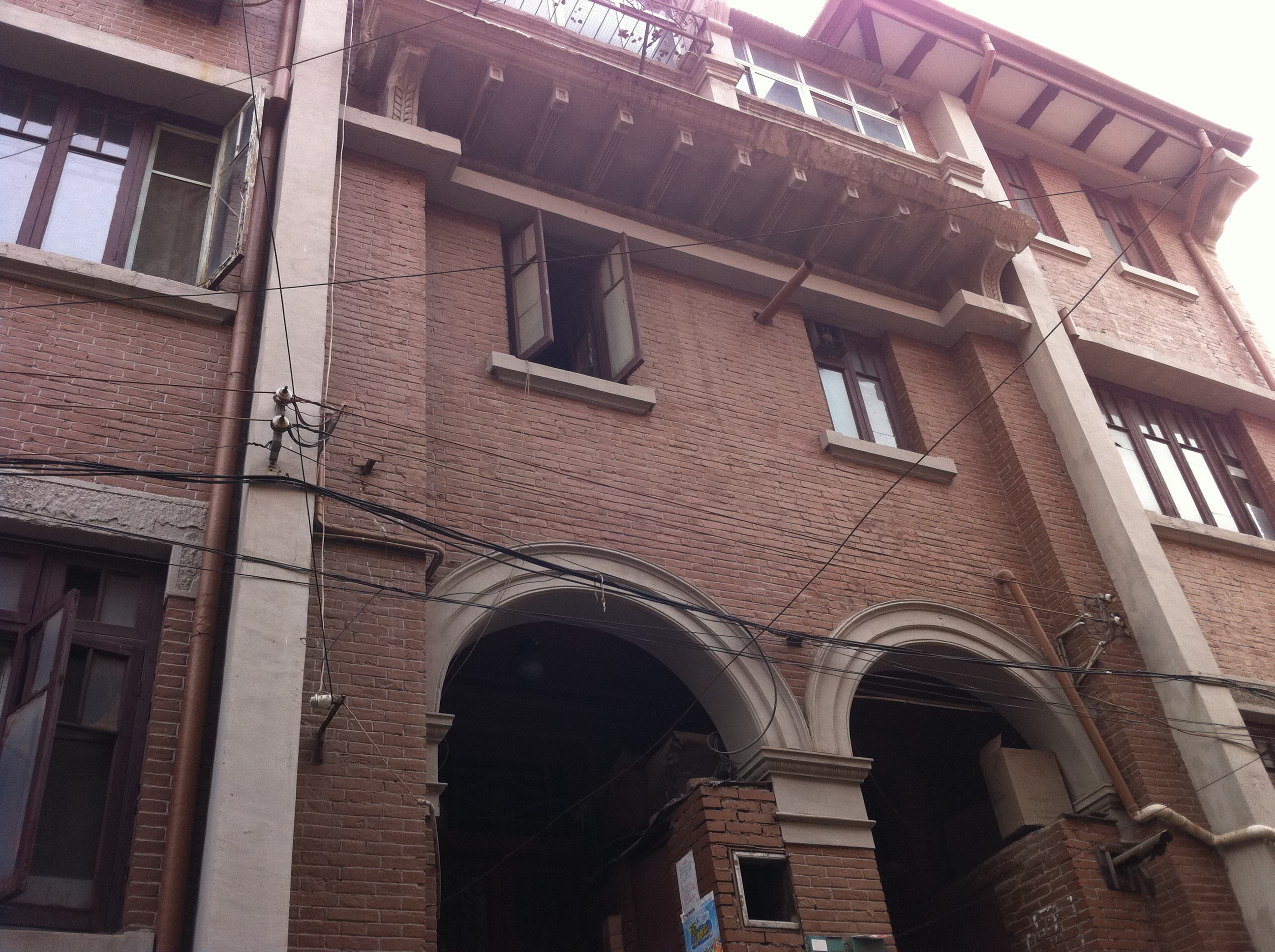
陕西路义德里26-28号
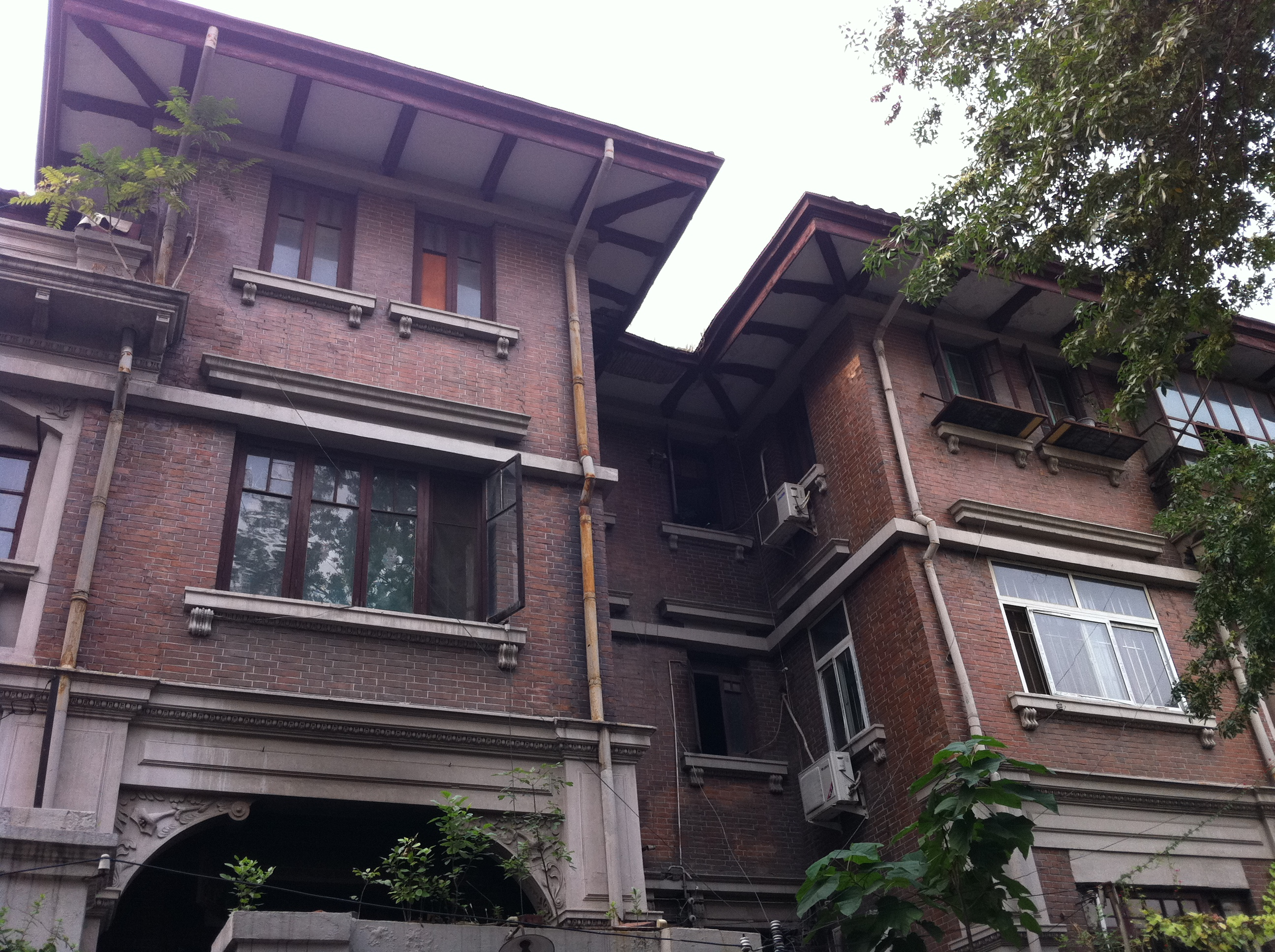
万全道48-56号，陕西路49号